# Slavko Radovanović
Slavko Radovanović (serbe en écriture cyrillique : Славко Радовановић, né le 24 août 1962 à Zemun) est un footballeur yougoslave, ayant joué dans les années 1980 et 1990.

## Biographie
Radovanović commence sa carrière à l'Étoile Rouge de Belgrade. Il joue dans ce club jusqu'en 1989.
Il marque deux buts - dont un contre son camp - en deux matchs face au Club de Bruges en Coupe de l'UEFA lors de la campagne 1987/88. Le bilan de sa carrière en Coupe d'Europe s'élève à six matchs en Ligue des champions, quatre en Coupe de l'UEFA, et trois en Coupe des Coupes.
Il joue ensuite en France, à Avignon en Division 2 de 1989 à 1991, puis au Pau FC de 1991 à 1996.
Il est le père de la tenniswoman Gracia Radovanovic.

## Palmarès
- Champion de Yougoslavie en 1981 et 1988 avec l'Étoile rouge Belgrade
- Finaliste de la Coupe de Yougoslavie en 1988 avec l'Étoile rouge Belgrade